# Smith & Wesson Centennial
S&W Centennial és una família de revòlvers fabricats per Smith & Wesson al "J-Frame". Depenent del calibre, el tambor conté 5 cartutxos de (9x19 mm Parabellum, .38 Special +P i .357 Magnum), 6 (.32 H&R Magnum), 7 (.22 Magnum) o 8 (.22 LR). Els Centennials disposen d'un martell (intern) totalment tancat, que els converteix en armes de foc de només doble acció (DAO). Com tots els altres revòlvers Smith & Wesson "J-frame", tenen un tambor basculant. S'han fabricat models Centennial en diferents versions com PD "Defensa Personal", LS "Lady Smith" i M&P "Military & Police"

## Història
El Centennial Model 40 original es va presentar l'any 1952 i va rebre el nom pel 100è aniversari de la companyia.

## Models

### Model 40 i 42

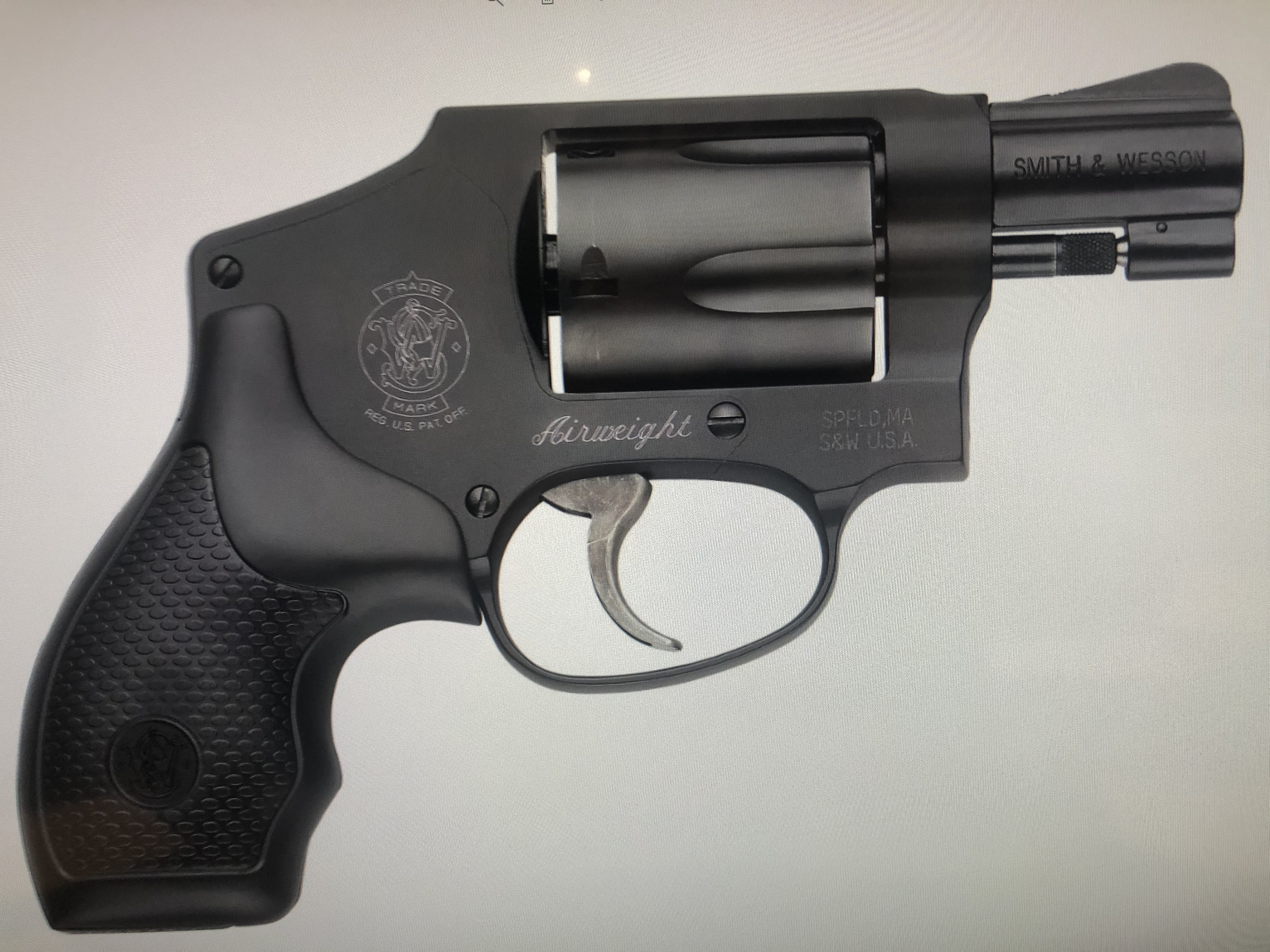

El tipus Smith & Wesson Model 40 va debutar com a Centennial l'any 1952 i va ser rebatejat com a Model 40 el 1957. El Model 40 té un tambor que amb una capacitat de cinc cartutxos del .38 especial. Es tracta d'un revòlver de morro curt amb un canó d'1 7/8 de polzada. Està construït sobre el marc J de Smith & Wesson i pesa 21 oz. buit. El revòlver es va fabricar amb una palanca de seguretat, ja que alguns tiradors no es podien acostumar a la idea de disparar un revòlver sense armar el martell.
Smith & Wesson va reintroduir aquest model el 2007 com a peça de col·leccionista amb alguns models amb un acabat endurit de Doug Turnbull.
El Model 42 va sortir el 1952 com a Airweight Centennial, però es va canviar el 1957 pel Model 42. L'arma tenia el mateix disseny que el Model 40, excepte que el marc estava fet d'un aliatge d'alumini, del que resultava un pes més petit que el Model 40. El Model 42 es va deixar de fabricar el 1974.
El revòlver Model 640 ha estat en producció des de 1990 amb una cambra per al .38 Special. Estava equipat amb un canó estàndard d'1-7/8 polzada de llargada. El segon model tenia un canó lleugerament més pesat i més llarg de 2-1/8 polzada de llargada. Una versió amb canó de 3" es va oferir fins a 1993, quan es va retirar de la producció. El 1996 S&W va començar a instal·lar el 640 en .357 Magnum. A causa de la potència del cartutx magnum .357, el marc es reforça just davant de l'alliberament del tambor d'aquests models.

### Model 442 i 642

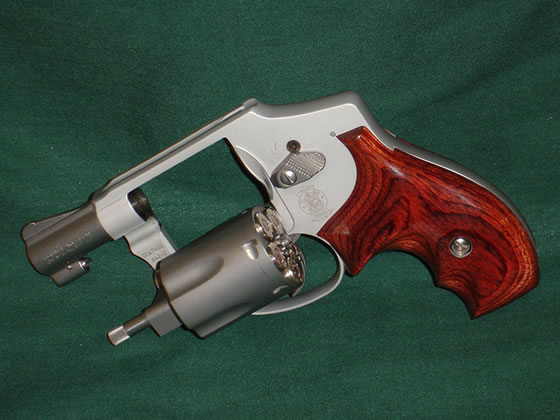
Un revòlver Smith & Wesson Model 642 amb un tambor obert i agafadors ergonòmics de pal de rosa

El 442 té un marc d'alumini i un tambor d'acer al carboni blau. El 642 té un marc d'alumini i un tambor d'acer inoxidable. Del 1993 al 1996, el 442 es va fabricar amb un acabat de níquel setinat.

### Model 940
El 1991 S&W va presentar el Model 940, d'aspecte similar al 640, però amb cambra Luger de 9 mm. Cal l'ús d'un clip de lluna per espaiar i extreure els cartutxos de 9 mm sense vora. El 940 també podria cambrar i extreure el cartutx de vora federal de 9 mm (9x19 mmR) de curta durada. De 1991 a 1992, hi havia disponible una versió amb canó de 3 polzades. El 1998, el 940 es va retirar de la producció.

### Model 340 i 342
El 2001 es va introduir una versió amb marc d'aliatge d'alumini amb munició .357 Magnum designat com Model 340. Aquest revòlver pesa 10,9 unces. El model M&P 342 es va introduir l'any 2001 com una sèrie especial de revòlvers idèntics a un Model 340 però amb cambra només per al .38 Special +P a causa de les restriccions de munició d'alguns departaments de policia.

## Limitacions de disseny (versions Scandium)
Munició amb un pes de bala inferior a 120 gras (7.8 g) no s'ha d'utilitzar pel risc d' erosió del marc per pólvora que encara està cremant després de l'expulsió del projectil. A més a més, el retrocés pot impulsar cap enrere les caixes de rondes sense disparar al tambor, amb prou força per desbancar les bales, fent que el tambor s'encalli. La precisió es veu compromesa en aquests revòlvers ultralleugers, ja que el canó és un revestiment de màniga d'acer en lloc d'una única peça sòlida d'acer.